# Ункафов куп нација 2001.
Ункафов куп нација 2001. био је пети по реду Ункафов Куп нација, првенство Централне Америке за фудбалске тимове мушких националних савеза. Организовао га Фудбалски савез Централне Америке (УНКАФ), а одржан је у Костарики од 23. маја до 3. јуна 2001. године.
Први пут је учествовало седам репрезентација Централноамеричке фудбалске уније: Белизе, Костарика, Салвадор, Гватемала, Хондурас, Никарагва и Панама. Тим Гватемале је као непоражен постао шампион. С друге стране, Хондурас је био разочарање турнира, јер је елиминисан у првом колу и није могао да се квалификује за Златни куп Конкакафа по први пут као домаћин. Најбољи стрелац турнира био је Панамац Хорхе Дели Валдес са 6 голова. Утакмице су одигране у четири различита града и стадиона у Хондурасу, у Тегусигалпи, Пуерто Кортесу, Сеиби и Сан Педро Сули.

## Земље учеснице
| Репрезентација     | Учешћа | Претходне најбоље перформансе     |
| ------------------ | ------ | --------------------------------- |
| Белизе             | 3      | Прво коло (1995, 1999)            |
| Костарика          | 6      | Шампион (1991, 1997, 1999)        |
| Салвадор           | 6      | Треће место (1995, 1997)          |
| Гватемала          | 5      | Другопласирани (1995, 1997, 1999) |
| Хондурас (Домаћин) | 6      | Шампион (1993, 1995)              |
| Никарагва          | 3      | Прво коло (1997, 1999)            |
| Панама             | 4      | Треће место (1993)                |

## Стадион и град домаћин
| Тегусигалпа                                 | Сан Педро Сула                              | Сејба              |
| ------------------------------------------- | ------------------------------------------- | ------------------ |
| Тибурсио Каријас Андино                     | Олимпико Метрополитано                      | Нилмо Едвардс      |
| Капацитет: 35.000                           | Капацитет: 40.000                           | Капацитет: 18.000  |
|                                             |                                             |                    |
| ТегусигалпаСан Педро СулаСејбаПуерто Кортес | ТегусигалпаСан Педро СулаСејбаПуерто Кортес | Пуерто Кортес      |
| ТегусигалпаСан Педро СулаСејбаПуерто Кортес | ТегусигалпаСан Педро СулаСејбаПуерто Кортес | Стадион Ексцелсиор |
| ТегусигалпаСан Педро СулаСејбаПуерто Кортес | ТегусигалпаСан Педро СулаСејбаПуерто Кортес | Капацитет: 7.910   |
| ТегусигалпаСан Педро СулаСејбаПуерто Кортес | ТегусигалпаСан Педро СулаСејбаПуерто Кортес |                    |

## Групна фаза

### Група 1
| Pos | Тим       | О | П | Н | И | ГД | ГП | ГР  | Бод. | Qualification                   |
| --- | --------- | - | - | - | - | -- | -- | --- | ---- | ------------------------------- |
| 1   | Салвадор  | 3 | 2 | 1 | 0 | 6  | 2  | +4  | 7    | Квалификовали се за финални део |
| 2   | Панама    | 3 | 2 | 0 | 1 | 9  | 3  | +6  | 6    | Квалификовали се за финални део |
| 3   | Хондурас  | 3 | 1 | 1 | 1 | 12 | 5  | +7  | 4    |                                 |
| 4   | Никарагва | 3 | 0 | 0 | 3 | 2  | 19 | −17 | 0    |                                 |

| Салвадор                                   | 3 : 0 | Никарагва |
| ------------------------------------------ | ----- | --------- |
| Хорхе Родригез 1’, 37’ · Фреди Гонзалез 2’ |       |           |

| Хондурас         | 1 : 2 | Панама                                        |
| ---------------- | ----- | --------------------------------------------- |
| Милтон Нуњез 45’ |       | Хулио Дели Валдез 35’ · Хорхе Дели Валдез 68’ |

| Салвадор                              | 2 : 1 | Панама                |
| ------------------------------------- | ----- | --------------------- |
| Рудис Коралес 58’ · Ектор Канхура 90’ |       | Хорхе Дели Валдез 90’ |

| Хондурас | 10 : 2 | Никарагва                                    |
| --- | ------ | -------------------------------------------- |
| Иван Гереро 22’ · Карлос Павон 24’, 33’, 82’ · Хаиме Росалес 38’ · Давид Солорзано 54’ (а.г.) · Милтон Нуњез 72’, 80’ · Хаиро Мартинез 75’, 76’ |        | Виктор Вебстер 12’ · Хосе Мариа Бермудез 86’ |

| Никарагва | 0 : 6 | Панама                                                                                                   |
| --------- | ----- | --- |
|           |       | Хорхе Дели Валдез 27’, 30’, 68’ · Хуан Карлос Кубиљас 42’ · Хулио Дели Валдез 54’ · Алфредо Андерсон 83’ |

| Хондурас           | 1 : 1 | Салвадор          |
| ------------------ | ----- | ----------------- |
| Данило Турсиос 41’ |       | Дерис Уманзор 90’ |

### Група 2
| Pos | Тим       | О | П | Н | И | ГД | ГП | ГР | Бод. | Qualification                   |
| --- | --------- | - | - | - | - | -- | -- | -- | ---- | ------------------------------- |
| 1   | Костарика | 2 | 1 | 1 | 0 | 5  | 1  | +4 | 4    | Квалификовали се за финални део |
| 2   | Гватемала | 2 | 0 | 2 | 0 | 4  | 4  | 0  | 2    | Квалификовали се за финални део |
| 3   | Белизе    | 2 | 0 | 1 | 1 | 3  | 7  | −4 | 1    |                                 |

| Белизе | 0 : 4 | Костарика                                                    |
| ------ | ----- | ------------------------------------------------------------ |
|        |       | Роландо Фонсека 27’ (пен.), 37’, 85’ · Луис Марин Муриљо 58’ |

| Белизе                                 | 3 : 3 | Гватемала                              |
| -------------------------------------- | ----- | -------------------------------------- |
| Дион Фрејзер 34’, 44’ · Марк Лесли 59’ |       | Денис Чен 23’ · Фреди Гарсија 26’, 85’ |

| Костарика        | 1 : 1 | Гватемала                |
| ---------------- | ----- | ------------------------ |
| Андрес Нуњез 45’ |       | Марио Асевадо 70’ (пен.) |

## Финална фаза
| Pos | Тим       | О | П | Н | И | ГД | ГП | ГР | Бод. | Qualification                                             |
| --- | --------- | - | - | - | - | -- | -- | -- | ---- | --------------------------------------------------------- |
| 1   | Гватемала | 3 | 2 | 1 | 0 | 5  | 1  | +4 | 7    | Шампиони и квалификовао се за Конкакафов златни куп 2002. |
| 2   | Костарика | 3 | 1 | 1 | 1 | 3  | 4  | −1 | 4    | Квалификовали се за Конкакафов златни куп 2002.           |
| 3   | Салвадор  | 3 | 0 | 3 | 0 | 2  | 2  | 0  | 3    | Квалификовали се за Конкакафов златни куп 2002.           |
| 4   | Панама    | 3 | 0 | 1 | 2 | 3  | 6  | −3 | 1    | Ушао у плеј-оф за Конкакафов златни куп 2002.             |

| Салвадор | 0 : 0 | Гватемала |
| -------- | ----- | --------- |
|          |       |           |

| Костарика                             | 2 : 1 | Панама                |
| ------------------------------------- | ----- | --------------------- |
| Роналд Гомез 42’ · Волтер Сентено 84’ |       | Хулио Дели Валдез 46’ |

| Салвадор              | 1 : 1 | Панама               |
| --------------------- | ----- | -------------------- |
| Франциско Рамирез 11’ |       | Алфредо Андерсон 80’ |

| Костарика | 0 : 2 | Гватемала                              |
| --------- | ----- | -------------------------------------- |
|           |       | Двајт Пецароси 1’ · Волтер Естрада 51’ |

| Костарика          | 1 : 1 | Салвадор           |
| ------------------ | ----- | ------------------ |
| Волтер Сентено 55’ |       | Хосуе Галдамез 40’ |

| Гватемала                                                  | 3 : 1 | Панама                |
| ---------------------------------------------------------- | ----- | --------------------- |
| Двајт Пецароси 15’ · Марио Асеведо 33’ · фреди Гарсија 89’ |       | Хорхе Дели Валдез 67’ |

## Достигнућа
| Најбољи играч | Победник Ункафовог купа нација 2001. Гватемала 1° титула | Најбољи стрелац Хорхе Дели Валдез (6 голова) |

- Гватемала,
- Костарика и
- Салвадор су се аутоматски квалификовали за Конкакафов златни куп 2002..
- Панама се квалификовала за плеј−оф квалификације за исто такмичење против  Куба.[2]

## Голгетери
6 голова
- Хорхе Дели Валдез

3 гола
- Роландо Фонсека
- Фреди Гарсија
- Милтон Нуњез
- Карлос Павон
- Хулио Дели Валдез